# 伊卡 (玻利維亞)

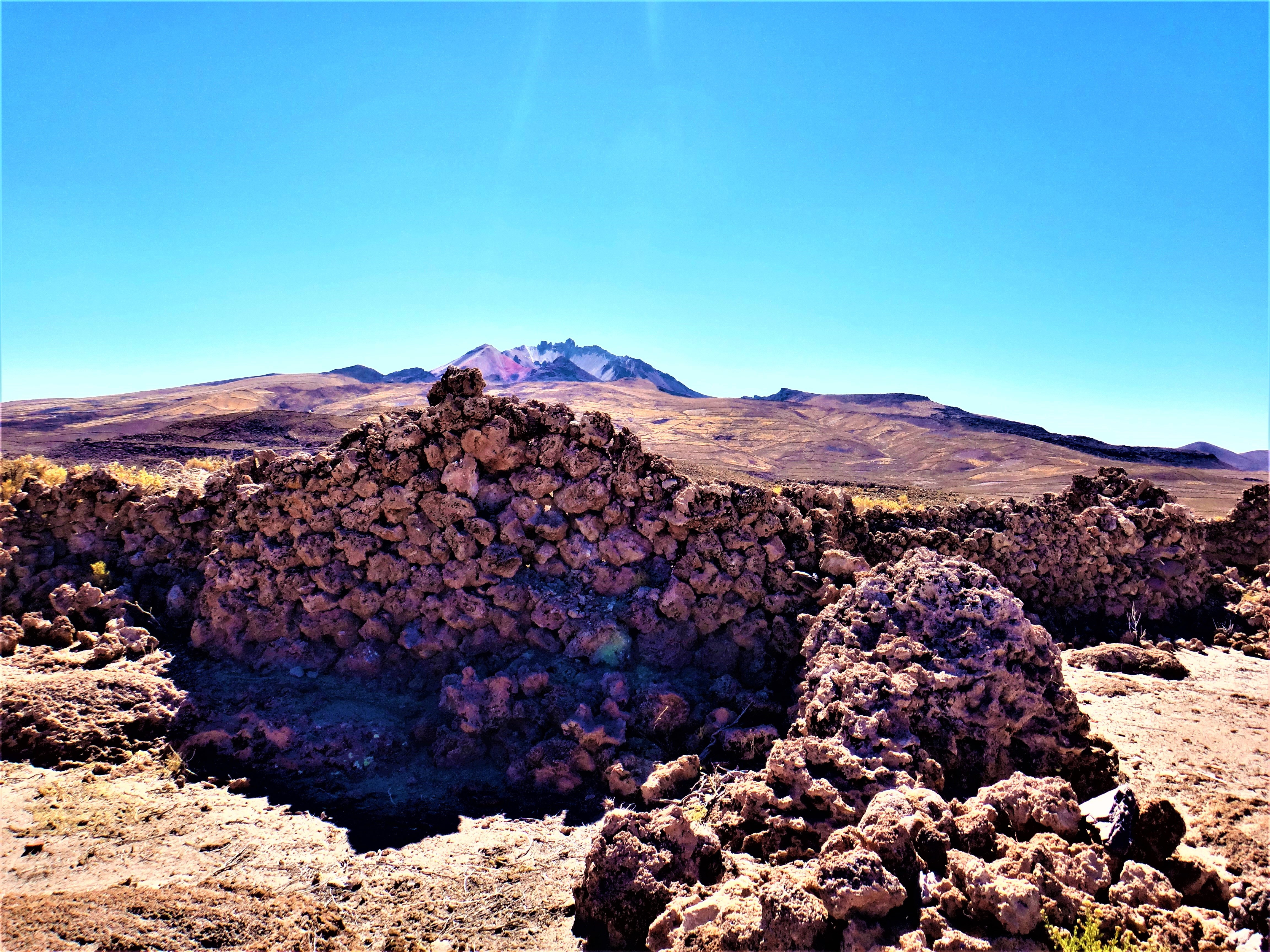
乌尤尼盐沼附近有3000年历史的木乃伊

伊卡（西班牙語：Llica）是玻利維亞西南部波托西省丹尼尔·坎波斯县的市鎮，并为该县的县府所在地。處於烏尤尼以西180公里，海拔高度3,681米，每年平均降雨量150毫米，2012年人口数量为845人。